# 北海道中央バスおたもい営業所

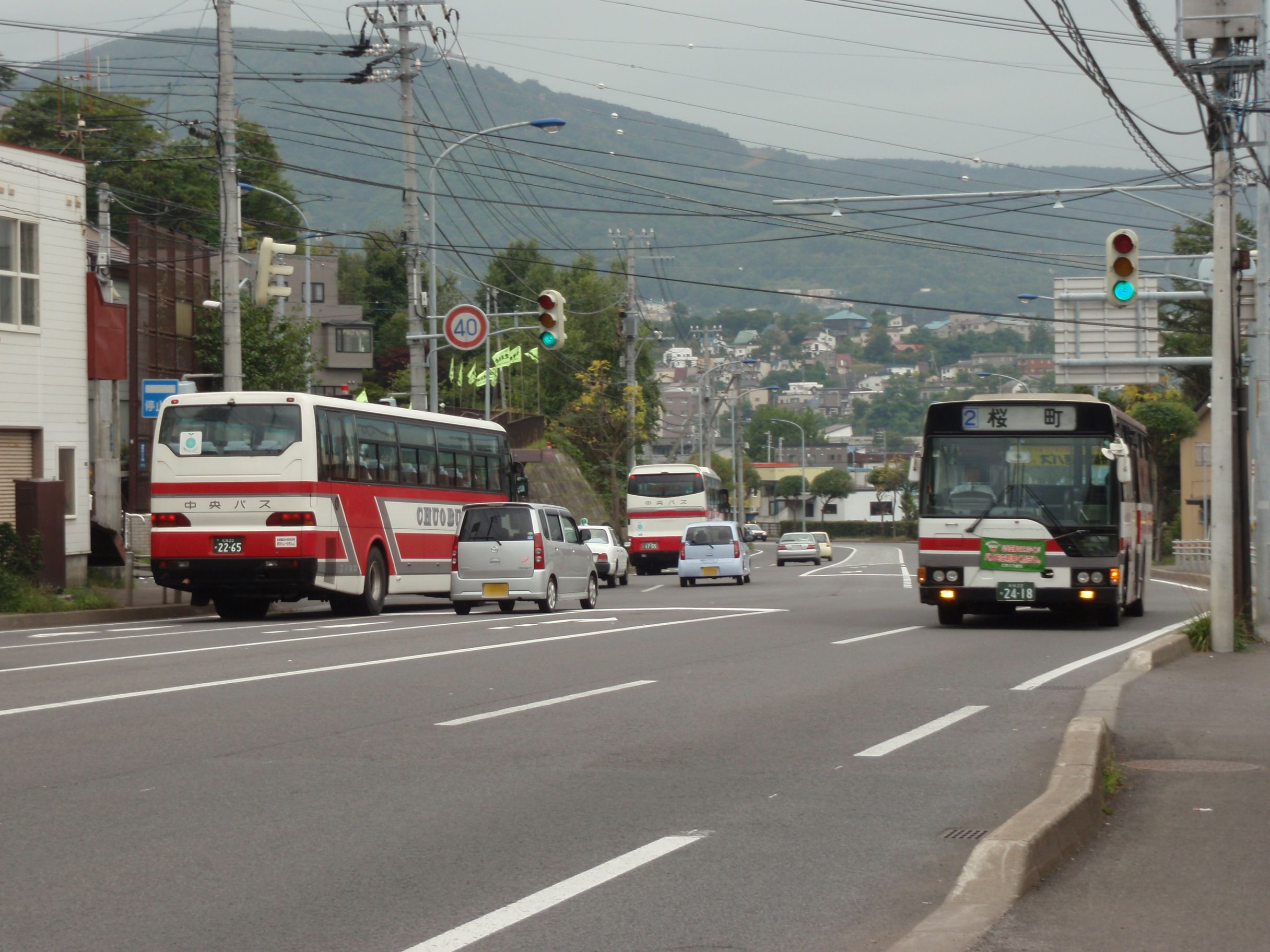
小樽市潮見台付近の様子

北海道中央バスおたもい営業所（ほっかいどうちゅうおうバスおたもいえいぎょうしょ）は、北海道中央バス（中央バス）が北海道小樽市オタモイ1丁目4-10に設置する、バス事業部（旧・小樽事業部）に属する営業所である。

## 歴史
1965年（昭和40年）12月10日に手宮ターミナル営業所として小樽市手宮2丁目1-1に開設。1972年（昭和47年）3月21日に手宮営業所に改称されたが、翌1973年（昭和48年）12月24日には（旧）小樽駅前営業所を統合の上で小樽市オタモイ1丁目4-10に移転しおたもい営業所となった。1983年（昭和58年）4月21日に小樽市色内1丁目1-12へ移転し色内営業所となり、小樽運河ターミナルと子会社の中央ビルメンテナンス小樽支店を併設した。
2020年12月1日より、色内営業所での業務をおたもい車庫に移転し、おたもい営業所に改称した。このため代替として、乗車券のうち1日乗車券・小樽天狗山セット券は小樽バイン運河店（元・色内営業所の近隣で中央バスが運営する店舗・レストラン）で取り扱いを開始している。また同日のダイヤ改正をもって、色内営業所に併設される小樽運河ターミナルへ乗り入れるバスが消滅しており、バスは近隣の停留所である「本局前」もしくは「小樽芸術村」を利用するよう案内されている。

## 所管路線
小樽市内線を中心に担当。下記の他、他営業所が主担当の路線を運行する場合や、下記路線を他営業所が運行する場合がある。
2023年（令和5年）12月1日現在

### 桜・新光（・手宮・高島）方面

#### 小樽市内本線
- 2：高島3丁目 - 総合博物館 - 手宮 - 稲穂4丁目 - 小樽駅前 - 花園公園通 - 入船十字街 - 奥沢口 - 潮見台 - 小樽築港駅 - 桜町入口 - 桜町
  - 小樽駅前 - 桜町間は6 望洋台線と同経路。北海道中央バス真栄営業所参照。
  - かつては手宮 - 桜町、高島3丁目 - 手宮、高島3丁目 - 東小樽の便があった。
- 3：手宮 - （2と同経路） -  小樽築港駅 - 東小樽 - 朝里町 - （小樽自動車学校前→新光3丁目→柾里/ベイビュータウン（手宮発のみ）→新光2丁目）
  - 小樽駅前 - 朝里町間は13 朝里川温泉線と同経路。北海道中央バス真栄営業所参照。
  - 新光地区は手宮発は小樽自動車学校・柾里またはベイビュータウン経由新光2丁目行、手宮行は小樽自動車学校始発柾里・新光2丁目経由となる。
  - 手宮発の最終便は途中の朝里車庫前止まりで運行していたが、後に新光2丁目（当時の元送信所）まで延長された。

#### 小樽ベイビュータウン線
- 30：小樽駅前←（3と同経路）←朝里町←新光2丁目←ベイビュータウン
  - ベイビュータウン行は3 小樽市内本線に統合されたため片道運行。

### 手宮・高島・赤岩・祝津方面

#### おたる水族館線
- 10：本局前 - 稲穂十字街（復路） - 小樽駅前 - （2と同経路） - 高島3丁目 - 豊井 - 祝津郵便局 - 小樽貴賓館 - 祝津 - おたる水族館

#### 祝津線
- 11：小樽駅前 - 稲穂4丁目 - 手宮 - 梅ヶ枝町 - 赤岩 - 祝津山道口 - 祝津漁港入口 - 祝津 - おたる水族館
  - かつては祝津2丁目付近のクランク路が狭隘だったため、途中の記念碑前バス停に誘導員詰所が置かれていた。

#### 赤岩線
- 12：本局前 - 稲穂十字街（復路） - 小樽駅前 - （11と同経路） - 赤岩 - かもめヶ丘団地
  - 2012年（平成24年）4月1日 - 本局前〜手宮の経路を小樽駅前経由に変更。
  - 小樽駅前 - かもめヶ丘団地間は42 赤岩ぱるて築港線と同経路。ぱるて築港 - 小樽駅前間はぱるて築港線・おたもいぱるて築港線・赤岩ぱるて築港線参照。

#### 梅源線
- 14：本局前 - 小樽駅前 - 長橋2丁目17 - 桜陽高校下 - 中野植物園 - 梅ヶ枝町 - 手宮
  - 2015年12月1日 - 手宮～本局前間を廃止。

### おたもい・塩谷方面

#### おたもい線
- 8：本局前 - 小樽駅前 - 長橋十字街 - 長橋小学校 - 幸2丁目中央 - 幸会館 - おたもい団地 - おたもい入口
  - 小樽駅前 - おたもい入口間は38 おたもいぱるて築港線と同経路。ぱるて築港 - 小樽駅前間はぱるて築港線・おたもいぱるて築港線・赤岩ぱるて築港線参照。

#### 塩谷線
- 17：本局前 - 小樽駅前 - 長橋十字街 - 長橋小学校 - 長橋中学校 - おたもい入口 - おたもい営業所 - 新道踏切 - 塩谷団地 - 塩谷 - 塩谷海岸
  - 小樽駅前 - 塩谷間は18 余市線と同経路。北海道中央バス余市営業所参照。

### 緑・最上・入船方面

#### 天狗山ロープウェイ線
- 9：小樽駅前 - 小樽芸術村（往路） - 本局前 - 稲穂十字街（復路） - 富岡1丁目 - 市民会館通 - 洗心橋 - 小樽未来創造高校前 - 天狗山ロープウェイ
  - 2020年（令和2年）12月1日より、運転経路を「小樽運河ターミナル - 小樽駅前 - 富岡1丁目 - （現行通り） - 天狗山ロープウェイ」（小樽運河ターミナル - 小樽駅前間は日中のみ運行）から変更[3]。

#### 山手線
- 南4：本局前 - 小樽駅前 - 富岡1丁目 - 市民会館通 - 洗心橋 - 松ヶ枝町 -  入船3丁目 - 入船十字街 - 住吉神社前→小樽協会病院→双葉高校前（往路）/量徳寺前←南小樽駅下（復路） - 南小樽駅前
- 4：本局前→（南4と同経路）→小樽協会病院→双葉高校前→南小樽駅前→北一硝子三号館→かま栄本社→本局前
  - 2016年（平成28年）4月1日、原則として南4 本局前 - 南小樽駅前の往復運行に変更。一部便のみ南小樽駅前から北一硝子経由で本局前へ戻る4 循環線として運行。北一硝子先回りの5 循環線は廃止[7]。

#### 山手中通線
- 24：小樽駅前→市役所前→市民会館前→洗心橋→入船公園→入船十字街→花園公園通→小樽駅前

#### 小樽商大線
- 19：小樽駅前 - 富岡1丁目 - 緑3丁目 - 小樽商大前

#### 最上線
- 7：小樽駅前 - 富岡1丁目 - 商大通 - 朝日通 - 第二大通 - 最上橋 - 最上町
  - 以前は中央通発の急行便があった。
  - かつては最上町より手前の最上橋（旧；最上交番前）が終点だった。

### 築港方面
新南樽市場 - ぱるて築港間、ぱるて築港方向はウイングベイ小樽→グランドパーク小樽、新南樽市場方向は小樽港マリーナ→勝納埠頭の一方通行で運行。夜間を除く平日は済生会小樽病院を経由する（33と36の往路は済生会小樽病院行）。
1 ぱるて築港線、36 望洋台ぱるて築港線、46 奥沢ぱるて築港線は、北海道中央バス真栄営業所を参照。

#### おたもいぱるて築港線・赤岩ぱるて築港線
- 38・42：（おたもい入口 - （8と同経路）/かもめヶ丘団地 - （12と同経路） - ）小樽駅前 - 花園公園通 - 住吉神社前（→小樽協会病院→） - 市立病院前 - 信香町 - 田中酒造亀甲蔵前 - 新南樽市場 - ぱるて築港

#### 新光ぱるて築港線
- 33：小樽自動車学校前/新光2丁目 - （3と同経路） - 東小樽（復路） - ぱるて築港 - 新南樽市場
  - 2011年（平成23年）12月1日 - 新南樽市場発着に短縮。
  - 2013年（平成25年）8月1日 - 終点を、新南樽市場から済生会小樽病院に変更。

#### 最上ぱるて築港線
- 37：最上町 - 最上橋 - 最上交番 - 松ヶ枝町 - 入船3丁目 - 入船十字街 - 南小樽駅下 - 有幌町 - 田中酒造亀甲蔵前 - 新南樽市場 - ぱるて築港

## 観光路線
おたる散策バス

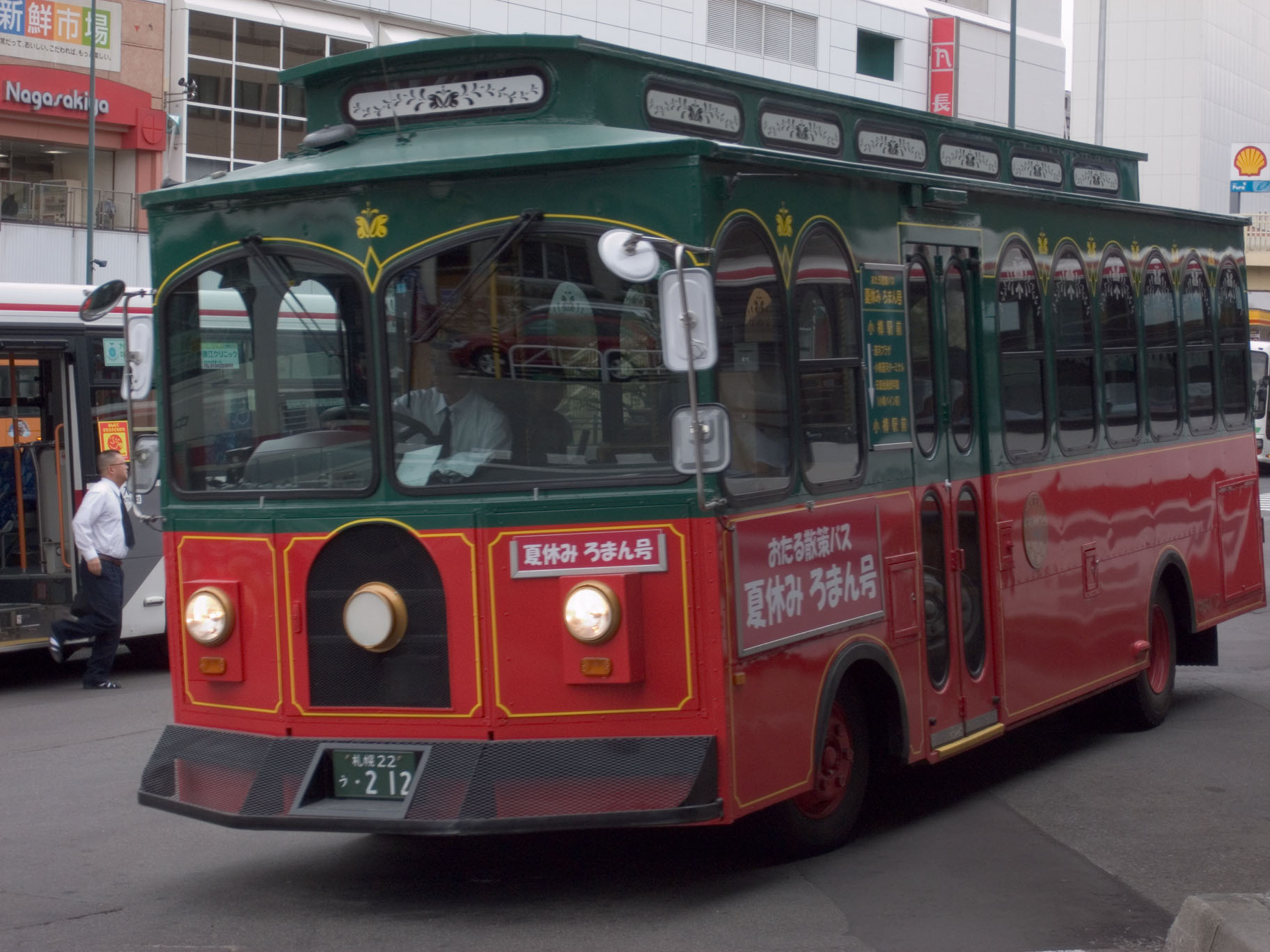
ろまんコース

- 100：小樽駅前 → 北一硝子前 → 北一硝子三号館前 → 小樽運河 → 日銀金融資料館 → 小樽駅前
  - 新型コロナウイルス感染症拡大の影響により、2020年4月6日から終日運休中。

## 主な廃止路線
小樽市内本線・望洋台線
- 1：手宮 - 小樽駅前 - 奥沢口 - 若松
- 2：手宮 - 小樽駅前 - 奥沢口 - 築港駅前（現・小樽築港駅） - 東小樽
- 3：手宮 - 小樽駅前 - 奥沢口 - 築港駅前 - 東小樽 - 朝里町 - 柾里
  - 旧1～3系統は、廃止前には1日2本程度の運行
- 02：手宮 - 小樽駅前 - 奥沢口 - 築港駅前 - 東小樽 - 桜町
  - 現在の2系統の前身。
- 03：手宮 - 小樽駅前 - 奥沢口 - 築港駅前 - 東小樽 - 朝里町 - 新光町十字街
  - 現在の3系統の前身。一部は新光町十字街を超え、送信所前（現在の新光2丁目）まで運行されていた。

- 2：小樽駅前 → 奥沢口 → 小樽築港駅 → 東小樽 → 桜町
- 6：桜町 → 東小樽 → 小樽築港駅 → 奥沢口 → 小樽駅前
  - 往路と復路で所属路線・系統番号が異なる。
  - 2010年（平成22年）12月1日 - 2・小樽市内本線を短縮する形で新設。
  - 2011年（平成23年）12月1日 - 小樽駅前→桜町のみ所属路線を小樽市内本線、系統番号を2に変更。
  - 2012年（平成24年）12月1日 - 便廃止。

おたもい線
- 8：本局前 - 小樽駅前 - 長橋十字街 - 長橋小学校 - 長橋中学校 - おたもい入口 - 幸3丁目
  - 当初はおたもい入口・おたもい団地・幸小学校行き。転回場を確保できず、幸小学校以遠への延長が叶わなかったが、市道の暫時開通により、幸会館から右折を繰り返して転回することで、幸3丁目まで延伸された。その後、市道が開通し、長橋4丁目から幸3丁目を経て（従来と逆経路による）おたもい入口発着に経路変更されている。おたもい入口止（現在は17系統の一部）、おたもい団地止系統もあった。

梅源線
- 10：手宮 - 梅ヶ枝町 - 中野植物園 - 桜陽高校下 - 長橋十字街 - 小樽駅前
- 10：本局前 - 小樽駅前 - 長橋十字街 - 桜陽高校下
- 10：中野植物園 - 梅ケ枝町 - 手宮 - 本局前
  - 当初は冒頭のように手宮 - 小樽駅前の運転であった。市内本線系統整理ののち、桜陽高校下と中野植物園でそれぞれ折り返す形で本局前発着とするルートが1時間2本程度設けられた。手宮 - 小樽駅前は1時間1本に減便された。桜陽高校下に回転場と誘導員詰所があり、回転場が狭隘のため発着の都度誘導していた。中野植物園にも誘導員詰所があり、一旦左折した後に両方向の通行車両を止めた上でバック誘導で折り返していた。その後、冬季の道路事情の改善などもあり1988年（昭和63年）4月に上記3路線を統合し、本局前発着の環状系統14（長橋先回り）、15（手宮先回り）となった。
- 15：本局前 → 手宮 → 梅ヶ枝町 → 中野植物園 → 桜陽高校下 → 長橋十字街 → 小樽駅前 → 色内1丁目 → 本局前
  - 2015年12月1日、14系統を手宮発着に短縮し15系統を廃止。本局前 - 中央通間を全便稲穂十字街経由に改める。

勝納工業団地線
- 10：小樽駅前 - 港町 - 新日本海フェリー - 工業団地中央 - 小樽港マリーナ・石原裕次郎記念館

高島線
- 15：手宮 - 高島3丁目
  - 旧市内本線が現行の2・3系統に改められる際、旧02系統と旧15系統が新2系統として統合された。

## 関連事業所
朝里車庫
- 小樽市新光1丁目7-1　※2023年9月30日廃止。在籍車両はおたもい、真栄営業所に転籍

小樽運河ターミナル
- 小樽市色内1丁目1-12
  - 旧・色内営業所に併設されるバスターミナル。構内に大型バス駐車場を併設し団体客の乗降にも使用される。一部バス入口と直近交差点に「本局前」バス停が置かれている。

旧・手宮ターミナル
- 小樽市手宮2丁目1-1
  - 旧・手宮営業所は移転後も手宮ターミナルとして営業を行っていたが、現在窓口は廃止され停留所名も「手宮」に改称された。施設は待合所、乗務員休憩・待機場所として引き続き使用されていたが、2022年3月31日をもって廃止された。[8]後にサービス付き高齢者向け住宅に建て替えられた。

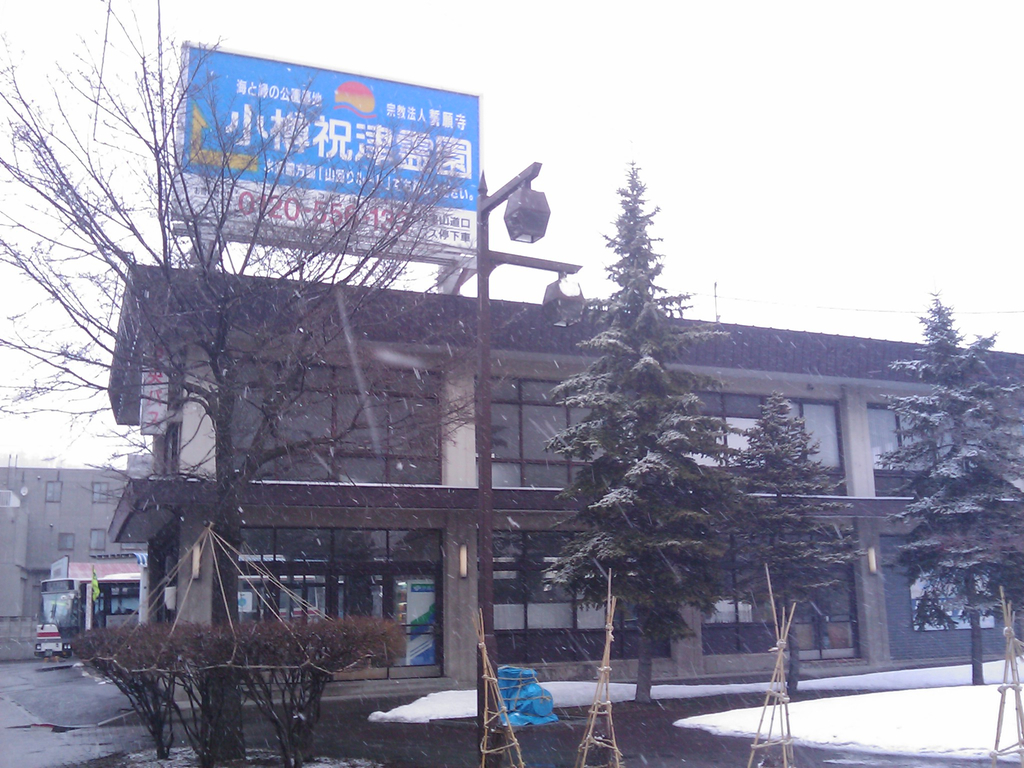
手宮ターミナル外観
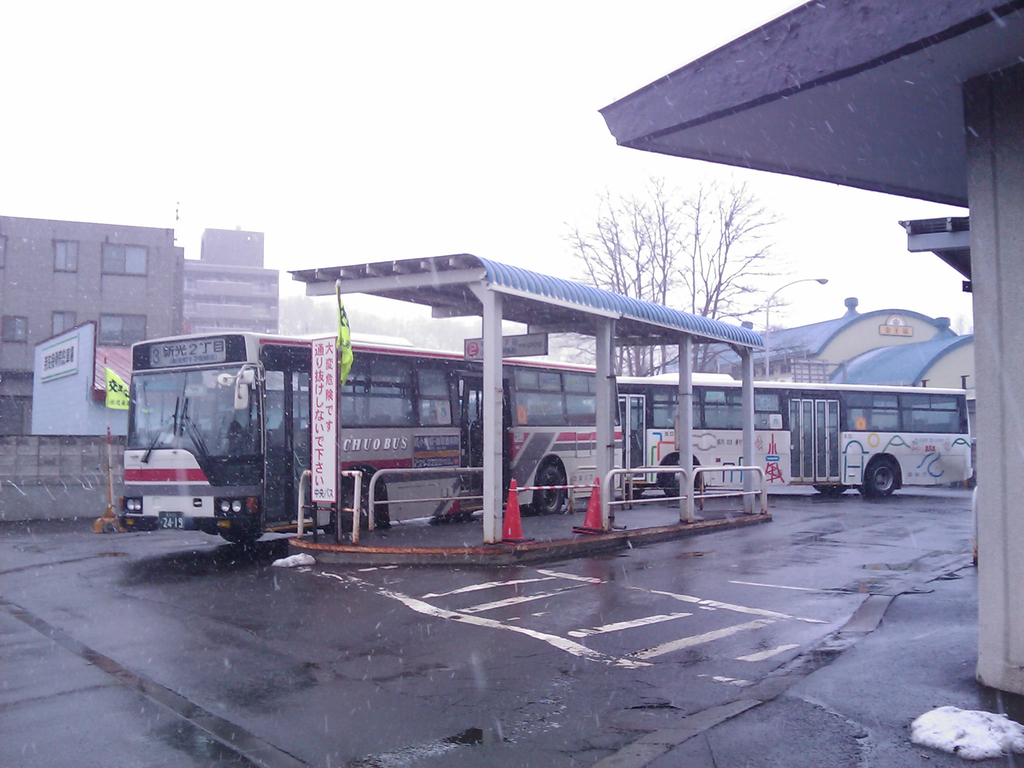
手宮ターミナルバス乗り場
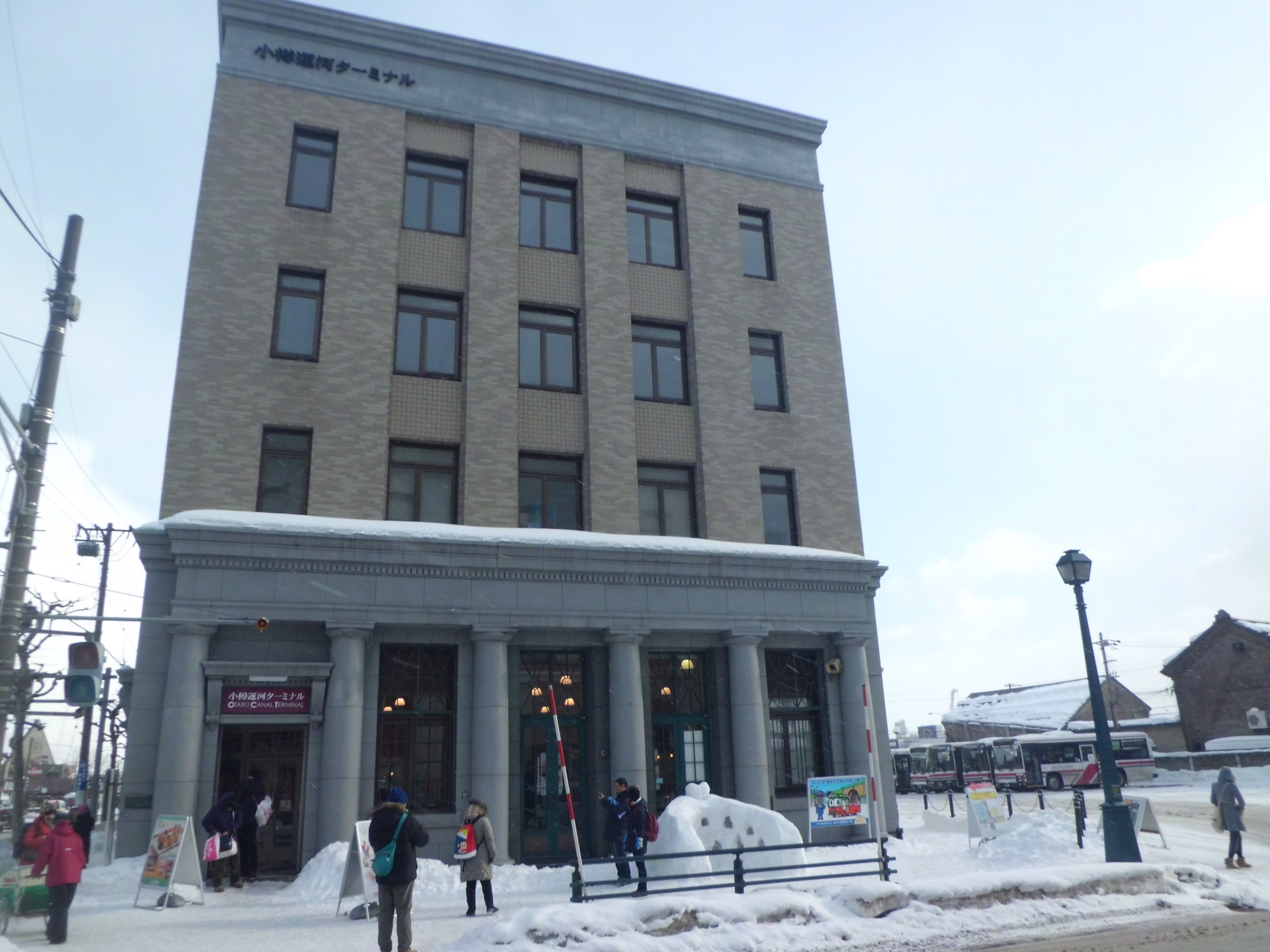
小樽運河ターミナル